# برونو موآنو
برونو موآنو (فرانسوی: Bruno Moynot‎؛ زادهٔ ۲۰ دسامبر ۱۹۵۰) بازیگر، کمدین و نویسنده اهل فرانسه است.
از فیلم‌ها یا برنامه‌های تلویزیونی که وی در آن نقش داشته‌است می‌توان به بال یا ران، قهرمان‌ها دهانشان بوی شیر نمی‌دهد اشاره کرد.